# Аксу (приток Тарима)
Аксу́ (в верхнем течении Сарыджа́з (Сары-Джаз), в среднем — Кумарык; кирг. Сары-Жаз, кит. трад. 阿克苏河, пиньинь Ākèsù hé, уйг. ئاقسۇ دەرياسى‎) — река в Центральном Тянь-Шане, левая составляющая Тарима. Протекает по территории Иссык-Кульской области Кыргызстана и Синьцзян-Уйгурского автономного района Китая.

## Физико-географическая характеристика
Длина реки составляет 282 км. Площадь водосборного бассейна — 12 900 км². Истоки реки расположены на склонах хребтов Тескей-Ала-Тоо и Чон-Ашу-Тор.
В верховьях характер течения горный, при выходе из Тянь-Шаня на Таримскую равнину становится спокойным. Средний расход воды в нижнем течении составляет 208 м³/с. Питание снего-дождевое. Половодье приходится на летний период. Воды реки орошают Аксуйский оазис в Китае.
В Аксу впадает река Таушкандарья.